# Drets d'autor a Andorra
La legislació sobre drets d'autor a Andorra es basa fonamentalment en la Llei de drets d'autor i drets veïns. La legislació andorrana protegeix els drets econòmics i drets morals d'un autor sobre les seves obres durant la vida de l'autor i fins a 70 anys després de la seva mort, amb algunes variacions en els casos d'obres de coautoria, col·lectives, audiovisuals, anònimes o publicades sota un pseudònim.
La Cambra de Comerç, Indústria i Serveis d'Andorra ha demanat l'actualització de la llei per arreglar-ne alguns aspectes tècnics i reflectir-hi l'auge de les tecnologies digitals.